# Sturzelbronn
Sturzelbronn (francouzsky Sturzelbronn, německy Stürzelbronn) je obec v regionu Grand Est, v departementu Moselle, v regionálním přírodním parku Vogézy na hranicích s Německem. Leží v údolí Schnepfenbach na staré římské silnici z Bitche do Wissembourgu.
Roku 1135 zde místní vévoda Šimon I. Lotrinský založil cisterciácký klášter a bohatě jej obdaroval pozemky. Jeho potomci byli i v letech následujících patrony kláštera a řada z nich našla v místním kostele i místo posledního odpočinku. Klášter velmi utrpěl především za třicetileté války a roku 1633 zcela vyhořel. Roku 1687 se cisterciáci vrátili a za francouzské revoluce byl roku 1790 klášter prohlášen za národní majetek a prodán v dražbě. V současnosti z klášterních budov zbývá klenutý portál z 18. století prohlášený roku 1987 za francouzskou národní památku a románský tympanon s křížem a esoterickými ornamenty. Roku 1935 byla v souvislosti s výročím založení kláštera na počest svatého Bernarda v obci vztyčena jeho socha.